# 1992年の出版
1992年の出版（1992ねんのしゅっぱん）では1992年の出版に関する出来事についてまとめる。

## 出版の関する出来事
出版社の設立・倒産､文庫・新書の創刊､雑誌の創刊・休刊､ミリオンセラーの出版などの記載。特記した場合を除き､創刊､休刊､廃刊､復刊の日付はそれぞれの創刊号､最終号､復刊号の発売日である。

### 3月
- 3月16日 - 講談社のレディースコミック『Kiss』を創刊。

### 4月
- 4月1日 - 日本文華社はぶんか社 (初代)に社名変更。[1]

### 5月
- 5月24日 - 日経BP社の経営者主体の専門誌『日経情報ストラテジー』を創刊。

### 6月
- 29日 - 六興出版が破産。

### 7月
- 大陸書房が倒産。

### 11月
- 11月29日 - 白夜書房のパチスロ攻略誌『パチスロ必勝ガイド』を創刊。[2]

### 月日不明
- ジャパン・ミックス設立。